# Сигер, Генри Роджерс
 Генри Роджерс Сигер (англ. Henry Rogers Seager; 21 июля 1870, Лансинг, штат Мичиган, США — 23 августа 1930, Киев, СССР) — американский экономист. Профессор Колумбийского университета, президент Американской экономической ассоциации в 1922 году, президент Американской Ассоциации трудового права.

## Биография
Генри родился 21 июля 1870 в Лансинге, штат Мичиган, США в семье юриста Шайлера Фиска Сигер и Алисы (Берри) Сигер.
Сигер закончил Мичиганский университет со степенью бакалавра философии в 1890 году, далее в 1890—1891 годах (один курс) обучался в Университете Джонса Хопкинса под руководством профессоров Герберта Бакстер Адамса и Ричарда Эли, в 1891—1893 годах прошёл обучение в Галле-Виттенбергском университете, в Берлинском университете и в Венском университете. В 1893—1894 годах обучался и получил степень доктора философии в Пенсильванском университете под руководством Саймона Паттена. Почётную степень доктора права получил в 1929 году в Колумбийском университете.
Преподавательскую деятельность начал в 1894 году на должности преподавателя в Уортонской школе бизнеса, в 1896 году стал ассистентом профессора, а в 1902 году ассоциированным профессором в Уортонской школе бизнеса. В 1905 году перешёл на должность профессора политэкономии в Колумбийский университет.
Сигер был одним из основателей и три раза назначался президентом Американской Ассоциации трудового права, во время первой мировой войны был секретарём Совета по трудовым спорам судостроительной отрасли. В 1919—1920 годах — секретарь второй президентской промышленной конференции. Был членом редколлегии журнала Political Science Quarterly.
23 августа 1930 года Генри скончался после двухнедельной пневмонии во время шестинедельного тура по индустриальным и аграрным центрам Советской России, собирая информацию о результатах первой пятилетки в числе 28 членов комиссии американских экономистов.
Семья
Генри женился на Харриет Хендерсон из Филадельфии 5 июня 1899 года, которая умерла в 1928 году. У них остался сын Шайлер Фиска Сигер.